# 大高駅
大高駅（おおだかえき）は、愛知県名古屋市緑区大高町字鶴田にある、東海旅客鉄道（JR東海）東海道本線の駅である。駅番号はCA63。
運行形態の詳細は「東海道線 (名古屋地区)」を参照。

## 概要
名古屋市の東南部に位置し、同市の区の中で最も人口の多い緑区にある駅である。駅のある場所は、緑区の南西部にあたる旧知多郡大高町のエリアである。
駅の開業は1886年（明治19年）で、名古屋市内では熱田駅とともに最も長い歴史を有する。開業以来国有鉄道の駅であったが、1987年（昭和62年）の民営化によりJR東海の運営に移っている。
東京駅から神戸駅へ至る東海道本線の中間駅の一つ。停車する列車は東海道本線を走る（一部は武豊線に直通する）普通列車のみである。かつては普通列車の他にも、朝時間帯の豊橋方面発名古屋方面行き区間快速や東京発大垣行き夜行快速「ムーンライトながら」も停車していたが、前者は2006年（平成18年）10月1日のダイヤ改正、後者は2009年（平成21年）3月14日のダイヤ改正で臨時列車となったため、当駅停車が消滅している。
特定都区市内の制度では、名古屋駅を中心とする「名古屋市内」の駅として位置づけられている。

## 歴史
1886年（明治19年）3月、武豊駅と熱田駅を結ぶ鉄道路線の中間駅として開設された。この路線の建設当時は、東京と大阪を結ぶ幹線鉄道ルートが中山道を経由する計画であったため、この路線は幹線鉄道の資材輸送を名目に建設された。しかし、開業後まもなく幹線鉄道の建設ルートは中山道から東海道へと変更され、大高駅も東海道経由の幹線鉄道の駅として組み込まれることになった。後の東海道本線の骨格となるこの幹線鉄道が東京・神戸間で全通したのは1889年（明治22年）7月のことである。
開業時の大高駅は単線・ホーム1本のみで駅舎はなく、乗車券の発売は民間人が請負っていた。駅の周囲は民家がなく山林・田畑が広がる場所であったと言われる。
開業当時は存在しなかった駅舎だが、その後建設された。駅舎は1935年（昭和10年）に改築され、1962年（昭和37年）には橋上駅舎、1978年（昭和53年）には高架下の現駅舎となった。橋上駅舎への改築は駅の東側を通る東海道新幹線の建設工事に伴うもので、名古屋鉄道管理局管内では初めての橋上駅舎であった。現駅舎への改築は、1967年（昭和42年）に着工された南方貨物線の計画によって大高駅付近が高架化されることになったためである。なお現駅舎の改築前に、高架化工事に伴って1974年（昭和49年）から仮駅舎に移転していた。
現在では旅客のみを取り扱う旅客駅であるが、かつては貨物や荷物も取り扱っていた。先に廃止されたのは貨物で、経営合理化の一環として1961年（昭和36年）に一般貨物の取り扱いが廃止、1967年（昭和42年）にはユニチカ大高工場の専用線貨物の取り扱いも廃止され、取り扱いを終了した。荷物の取り扱いは1984年（昭和59年）に終了している。

### 年表
- 1886年（明治19年）3月1日：官設鉄道の武豊駅 - 熱田駅開通と同時に開業[8][9]。当初から一般駅[9]。
- 1895年（明治28年）4月1日：線路名称制定により、当駅を通る路線が「東海道線」と命名される。
- 1907年（明治40年）
  - 6月13日：大府駅 - 当駅間が複線化。
  - 9月26日：当駅 - 熱田駅間が複線化。
- 1909年（明治42年）10月12日：国有鉄道線路名称の設定により、当駅を通る路線が「東海道本線」と命名される[8]。
- 1935年（昭和10年）3月30日：駅舎を改築[10][3]。
- 1953年（昭和28年）7月21日：浜松 - 名古屋間の電化に伴い、駅構内を電化。
- 1958年（昭和33年）10月1日：名鉄バス鳴海線大高駅前 - 藤川橋間が開業[11]。
- 1959年（昭和34年）12月1日：名鉄バス鳴海線大高駅前 - 名和間が開業[11]。
- 1961年（昭和36年）8月1日：専用線発着を除く貨物の取り扱いを廃止[9]。
- 1962年（昭和37年）5月8日：橋上駅舎に改築[10][12]。
- 1964年（昭和39年）12月1日：知多郡大高町が名古屋市に編入される。
- 1967年（昭和42年）10月1日：貨物の取り扱いを全廃[9]。
- 1974年（昭和49年）3月：仮駅舎に移転[7]。
- 1978年（昭和53年）4月：高架駅に改築[3]。
- 1984年（昭和59年）2月1日：荷物の取り扱いを廃止[9]。
- 1987年（昭和62年）4月1日：国鉄分割民営化により、東海旅客鉄道（JR東海）が継承。
- 1991年（平成3年）10月22日：駅構内にベルマートの1号店が開店[13]。
- 2000年（平成12年）2月12日：自動改札機を設置し、供用開始[14]。
- 2006年（平成18年）11月25日：ICカード「TOICA」の利用が可能となる。
- 2008年（平成20年）3月15日：バリアフリー対応の一環としてのエレベーターを新設。

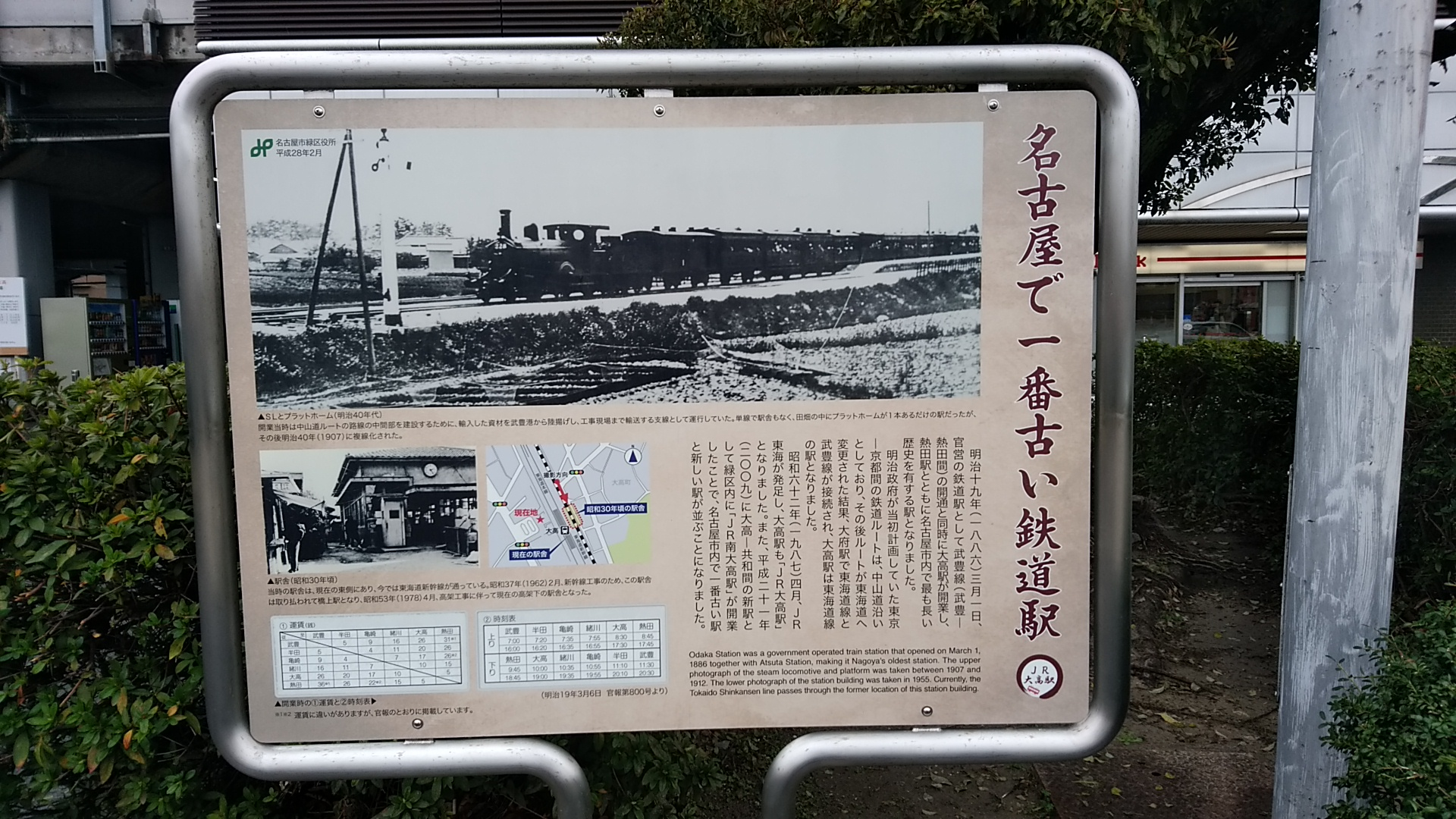
駅前ロータリーにある「名古屋で一番古い鉄道駅」の案内板（2018年3月）
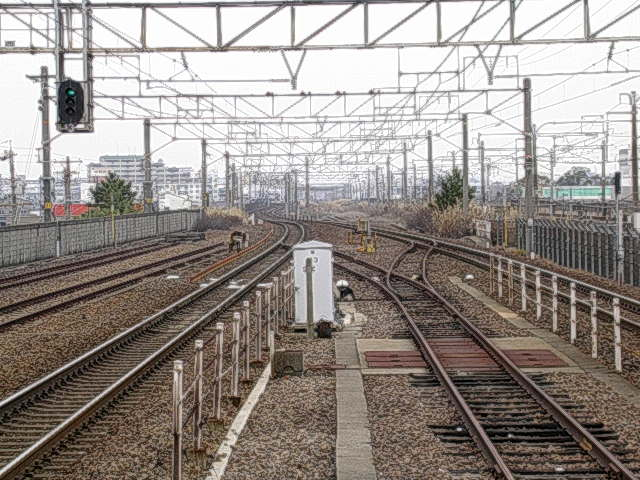
ホームから笠寺駅方向を望む。手前のY字型の路線は保線車両留置線（2007年1月）
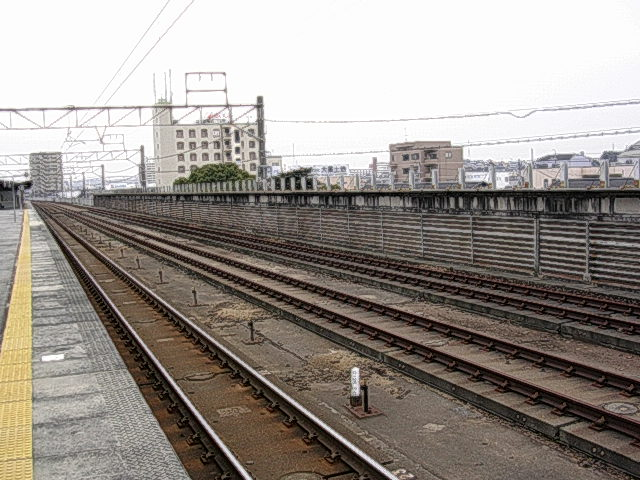
構内に残されていた南方貨物線用の線路（右側2線）（2007年1月）

## 駅構造

### ホーム・配線
島式ホーム1面2線の高架駅である。
ホームの北側（名古屋方向）には、保線車両用の短い留置線（側線）が設置されている。また駅の東側を東海道新幹線が通っている。
1番線西側には、建設が中止され未成線となった南方貨物線用の線路があったが、2008年に新駅（南大高駅）工事に伴ってレールその他が撤去され路盤のみが残っている。また大高 - 笠寺間にある天白川を渡る橋梁は、元来東海道本線用として架設されたものが老朽化したため、この南方貨物線用に架設した橋梁を東海道本線に転用している。そのためホームから笠寺方向を見ると、本線の線路が貨物線用の橋梁に向かって西に大きくカーブしているのが確認できる。

#### のりば
| 番線 | 路線          | 方向 | 行先             |
| ---- | ------------- | ---- | ---------------- |
| 1    | CA 東海道本線 | 下り | 名古屋・大垣方面 |
| 2    | CA 東海道本線 | 上り | 岡崎・武豊方面   |

（出典：JR東海:駅構内図）

### 駅舎・設備
高架駅であるため、駅舎は2階にあるホームの下に設置されている。改札口は1階に1か所あり、ホームとは階段やエレベーターで繋がっている。改札口にはTOICA対応自動改札機が導入され、改札口の周囲には自動券売機やJR全線きっぷうりばが設置されている。また、駅舎内の改札脇では東海キヨスクのコンビニエンスストア「ベルマート大高」が営業している。
業務委託駅であり、JR東海交通事業の職員が業務を担当している。また、管理駅である大府駅の管理下に置かれている。

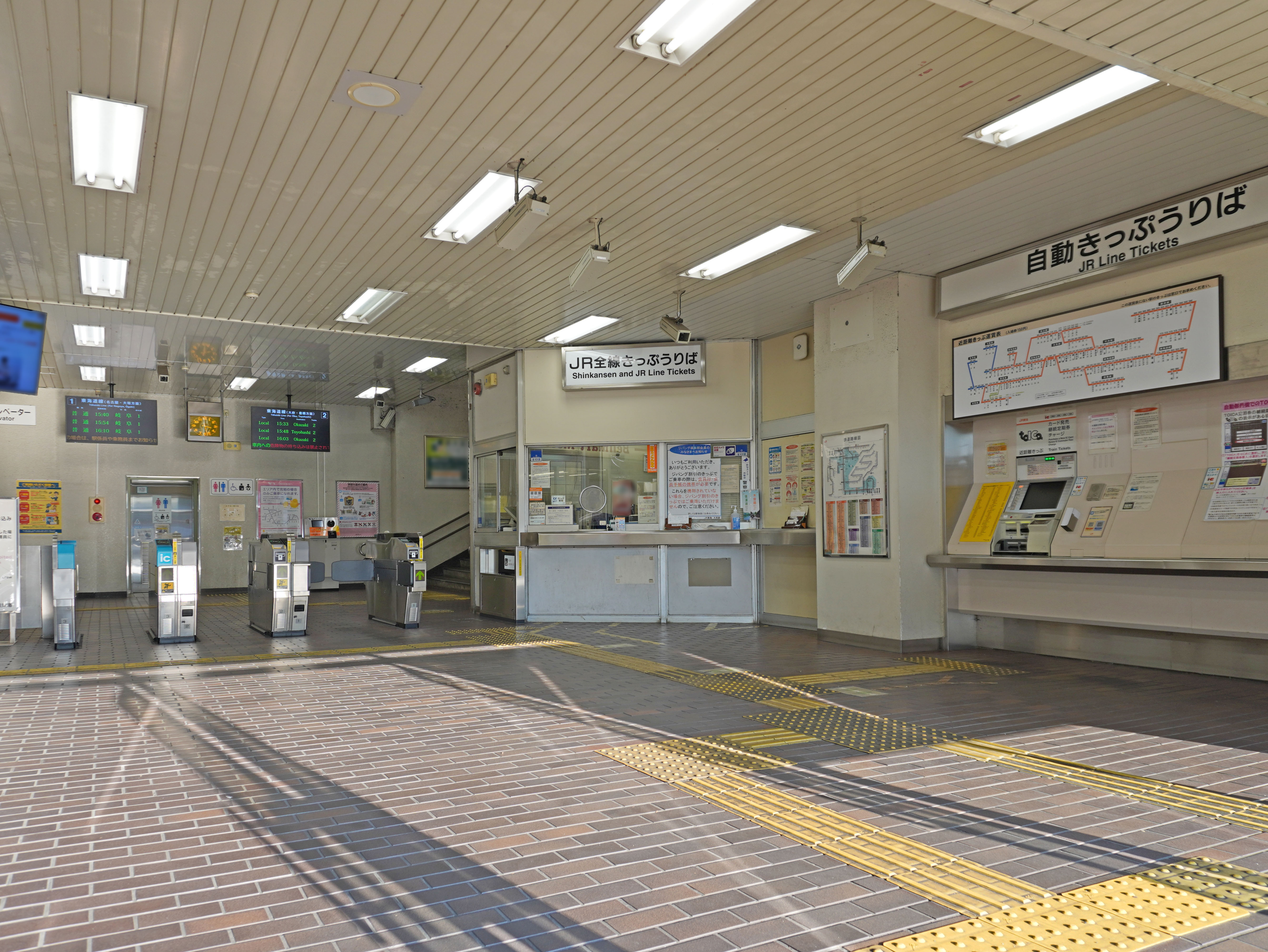
改札口（2022年11月）
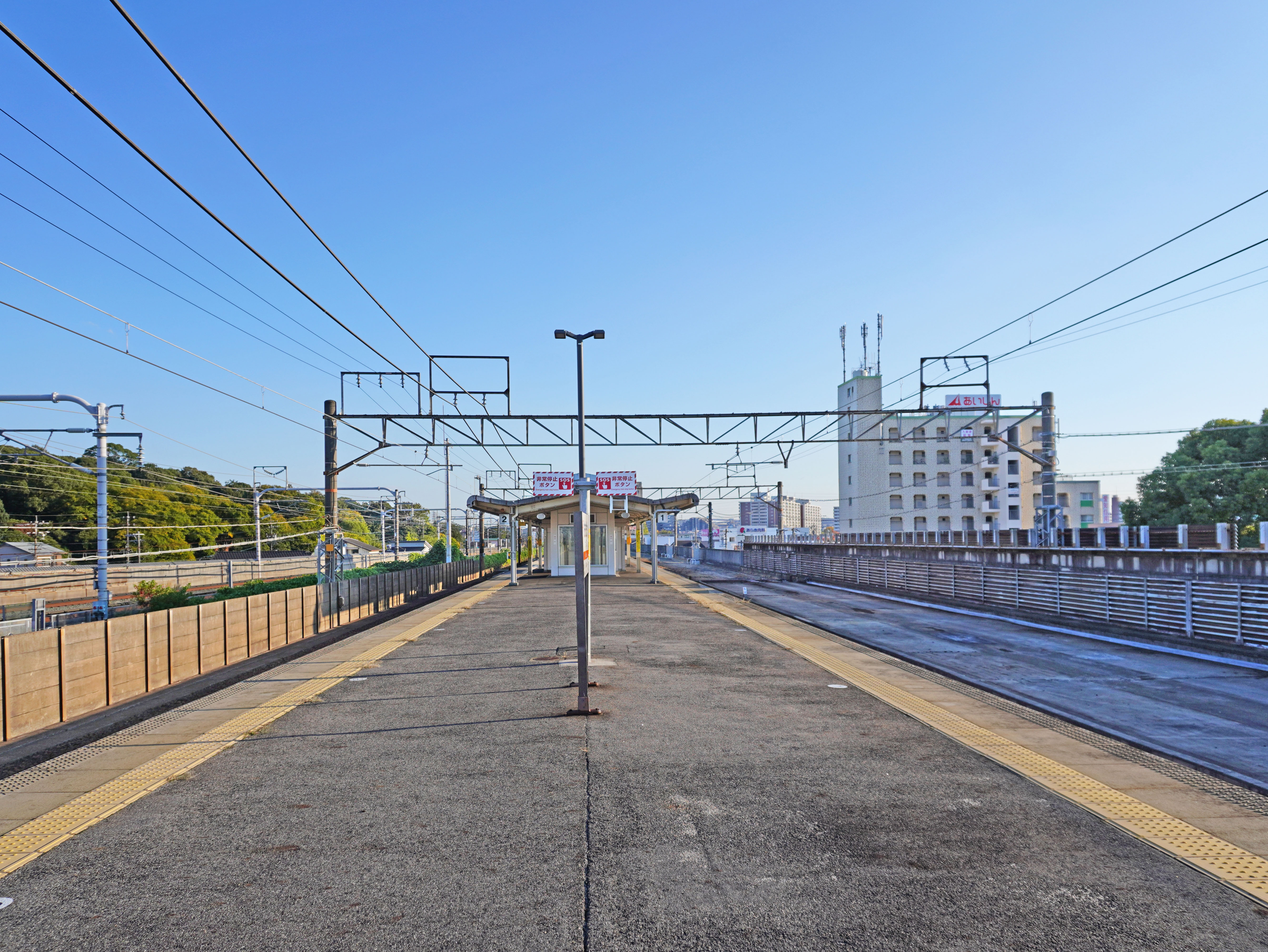
ホーム（2022年11月）
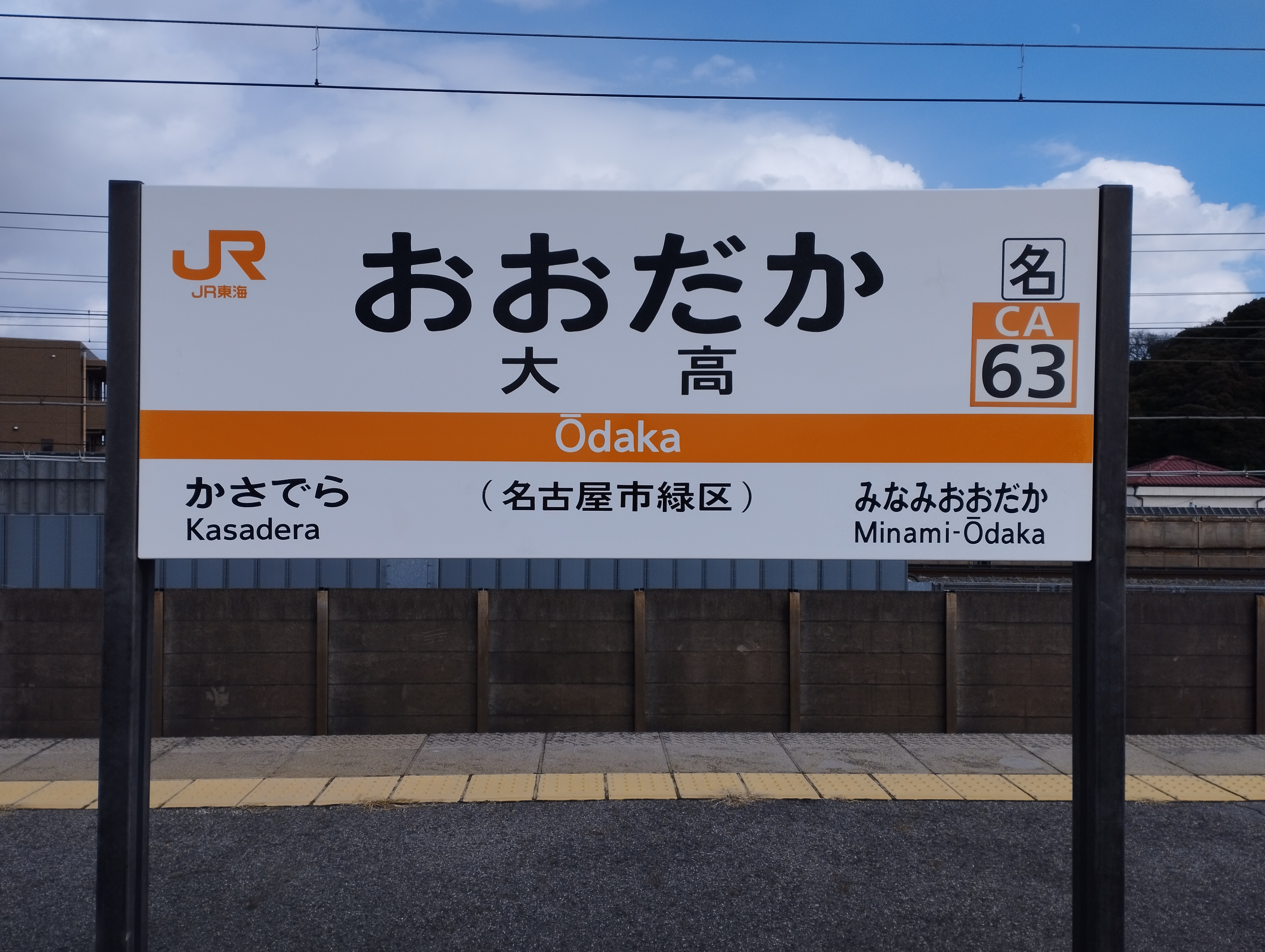
駅名標（2023年1月）

## 利用状況
2018年度（平成30年度）の乗車人員は合計1,553,317人であり、1日あたりの乗車人員は4,256人であった。この乗車人員は、名古屋市内にあるJR東海の13駅の中では8番目に多い数値である。隣駅の南大高駅開業の影響で、2008年度から2009年度にかけては大幅な減少となった。

## 駅周辺
駅周辺は住宅街である。駅の西方を天白川・扇川の支流である大高川が流れており、川沿いの地域は旧大高町の中心部であった。
駅の周囲には、今川義元軍と織田信長軍が衝突した桶狭間の戦いに関連する城や砦の跡が3か所ある。1つ目は後に徳川家康となる松平元康が入城したことがある大高城で、駅の南西に公園（大高城址公園）として残っている。2つ目は駅のすぐ東側の山に築かれた鷲津砦、3つ目は南東にある丸根砦で、この2つの砦は今川勢と織田勢が激戦を繰り広げた場所である。鷲津砦の跡は鷲津砦公園という公園になっている。また古くからある寺院や神社も点在しており、鳴海八幡宮、明忠院・春江院（いずれも曹洞宗）、長寿寺（臨済宗）が周辺にある。
その他の主な周辺施設は以下の通りである。
- 愛知信用金庫 大高支店
- 名古屋大高郵便局
- あいち銀行大高支店
- 名古屋市緑区役所
- JAなごや大高支店
- アオキスーパー大高店
- 大高緑地

駅の周囲を通る主な道路には、駅前広場が接する愛知県道23号東浦名古屋線や駅の東側を通る愛知県道50号名古屋碧南線、北方を通る愛知県道59号名古屋中環状線がある。また、南西には名四国道（国道23号）と名古屋高速3号大高線、知多半島道路が集まる大高IC・大高出入口が開設されている。

## バス路線
駅周辺のバス停留所（バス停）は、駅前（駅西側）のロータリー内にある「大高駅」と、駅東の愛知県道50号上にある「大高駅東」の2か所がある。いずれも名古屋市営バスが使用している。これらのバス停に発着するバスの路線は以下の通りである。
大高駅
- 鳴子14号系統：地下鉄鳴子北
- 鳴海12号系統：有松町口無池
- 緑巡回系統：藤田医科大学病院 / 名鉄有松

大高駅東
- 鳴子14号系統：地下鉄鳴子北
- 鳴海11号系統：南大高駅（左回り・右回り）
- 緑巡回系統：藤田医科大学病院 / 名鉄有松

1960年（昭和35年）12月時点では市営バスの他にも、名鉄バスが大高駅と名和・藤川橋との間で運行されていた。また、2008年（平成20年）のイオン大高ショッピングセンター（現・イオンモール大高）開業にあわせて駅前と同施設を結ぶ無料シャトルバスの運行が開始されたが、翌2009年（平成21年）に南大高駅開業に伴って廃止された。

## 隣の駅
東海旅客鉄道（JR東海）
CA 東海道本線
■特別快速・■新快速・■快速・■区間快速
通過
■普通
南大高駅 (CA62) - 大高駅 (CA63) - 笠寺駅 (CA64)